# Takayuki Nakahara
Takayuki Nakahara (中原 貴之 Nakahara Takayuki?, nacido el 18 de noviembre de 1984 en Yamaguchi) es un futbolista japonés que se desempeña como delantero.

## Trayectoria

### Clubes
| Club            | País  | Año         |
| --------------- | ----- | ----------- |
| Vegalta Sendai  | Japón | 2003 - 2014 |
| Albirex Niigata | Japón | 2006        |
| Avispa Fukuoka  | Japón | 2015 - 2017 |
| ReinMeer Aomori | Japón | 2018 -      |

## Estadística de carrera

### J. League
| Club            | Año   | J. League | J. League | Copa J. League | Copa J. League | Total | Total |
| Club            | Año   | Part.     | Goles     | Part.          | Goles          | Part. | Goles |
| --------------- | ----- | --------- | --------- | -------------- | -------------- | ----- | ----- |
| Vegalta Sendai  | 2003  | 4         | 0         | 4              | 0              | 8     | 0     |
| Vegalta Sendai  | 2004  | 18        | 2         | -              | -              | 18    | 2     |
| Vegalta Sendai  | 2005  | 2         | 0         | -              | -              | 2     | 0     |
| Albirex Niigata | 2006  | 15        | 2         | 5              | 1              | 20    | 3     |
| Vegalta Sendai  | 2007  | 20        | 1         | -              | -              | 20    | 1     |
| Vegalta Sendai  | 2008  | 38        | 6         | -              | -              | 38    | 6     |
| Vegalta Sendai  | 2009  | 36        | 10        | -              | -              | 36    | 10    |
| Vegalta Sendai  | 2010  | 27        | 4         | 7              | 0              | 34    | 4     |
| Vegalta Sendai  | 2011  | 9         | 0         | 3              | 0              | 12    | 0     |
| Vegalta Sendai  | 2012  | 16        | 2         | 5              | 2              | 21    | 4     |
| Vegalta Sendai  | 2013  | 11        | 0         | 1              | 0              | 12    | 0     |
| Vegalta Sendai  | 2014  | 3         | 0         | 1              | 0              | 4     | 0     |
| Avispa Fukuoka  | 2015  | 34        | 8         | -              | -              | 34    | 8     |
| Avispa Fukuoka  | 2016  | 3         | 0         | 2              | 0              | 5     | 0     |
| Avispa Fukuoka  | 2017  | 0         | 0         | -              | -              | 0     | 0     |
| Total           | Total | 236       | 35        | 28             | 3              | 264   | 38    |

## Palmarés

### Títulos nacionales
| Título    | Club           | País  | Año  |
| --------- | -------------- | ----- | ---- |
| J2 League | Vegalta Sendai | Japón | 2009 |